# Primera División del Congo 2019-20
La Primera División del Congo 2019-20 fue la edición número 53 de la Primera División del Congo. La temporada comenzó el 5 de octubre de 2019 y culminó el 2 de abril de 2020. La temporada terminó a causa de la pandemia de la COVID-19.

## Equipos participantes
- AC Léopards (Dolisie)
- AS Cheminots (Pointe-Noire)
- AS Otôho (Oyo)
- CARA Brazzaville (Brazzaville)
- Diables Noirs (Brazzaville)
- Étoile du Congo (Brazzaville)
- FC Kondzo (Brazzaville
- Inter Club Brazzaville (Brazzaville)
- JS Talangaï (Brazzaville)
- Nico-Nicoyé (Pointe-Noire)
- Patronage Sainte-Anne (Brazzaville)
- Racing Club Brazzaville (Brazzaville)
- Tongo FC (Brazzaville)
- Vita Club Mokanda (Pointe-Noire)

### Ascensos y descensos
| Pos. | Ascendido de la Segunda División 2018-19 |
| ---- | ---------------------------------------- |
| 1    | Racing Club Brazzaville                  |

| Pos. | Descendido de la Primera División 2018-19 |
| ---- | ----------------------------------------- |
| 14   | CS La Mancha                              |

## Tabla general
Actualizado el 17 de marzo de 2020.
| Pos. | Equipo                  | PJ | PG | PE | PP | GF | GC | DG  | Pts. | Clasificación a                               |
| ---- | ----------------------- | -- | -- | -- | -- | -- | -- | --- | ---- | --------------------------------------------- |
| 1    | AS Otôho (C)            | 22 | 17 | 5  | 0  | 40 | 6  | +34 | 56   | Campeón y Liga de Campeones de la CAF 2020-21 |
| 2    | Diables Noirs           | 22 | 12 | 6  | 4  | 27 | 15 | +12 | 42   |                                               |
| 3    | JS Talangaï             | 22 | 12 | 5  | 5  | 34 | 12 | +22 | 41   |                                               |
| 4    | FC Kondzo               | 22 | 10 | 7  | 5  | 25 | 19 | +6  | 37   |                                               |
| 5    | CARA Brazzaville        | 22 | 9  | 6  | 7  | 24 | 22 | +2  | 33   |                                               |
| 6    | Étoile du Congo         | 22 | 9  | 5  | 8  | 21 | 23 | -2  | 31   | Copa Confederación de la CAF 2020-21          |
| 7    | Patronage Sainte-Anne   | 22 | 7  | 7  | 8  | 20 | 21 | -1  | 28   |                                               |
| 8    | Vita Club Mokanda       | 22 | 7  | 5  | 10 | 17 | 25 | -8  | 26   |                                               |
| 9    | AC Léopards             | 22 | 6  | 8  | 8  | 20 | 31 | -11 | 26   |                                               |
| 10   | Inter Club Brazzaville  | 22 | 5  | 9  | 8  | 18 | 23 | -5  | 24   |                                               |
| 11   | Nico-Nicoyé             | 22 | 5  | 7  | 10 | 21 | 26 | -5  | 22   |                                               |
| 12   | Racing Club Brazzaville | 22 | 6  | 3  | 13 | 20 | 31 | -11 | 21   |                                               |
| 13   | AS Cheminots            | 22 | 4  | 8  | 10 | 12 | 23 | -11 | 20   | Play-off del descenso                         |
| 14   | Tongo FC                | 22 | 1  | 7  | 14 | 9  | 32 | -23 | 10   | Segunda División del Congo 2020-21            |